# Leptadrillia quisqualis
Leptadrillia quisqualis is een slakkensoort uit de familie van de Drilliidae. De wetenschappelijke naam van de soort is voor het eerst geldig gepubliceerd in 1843 door Hinds.